# キャラ・ジョーンズ
キャラ・ジョーンズ（Cara Jones）は米国国籍の歌手、声優、ディスクジョッキーである。
主に日本で活躍し、7年間もJ-WAVEのラジオナビゲーターを担当した他、英語でさまざまなゲームソフトやカーナビゲーションの音声案内、長野オリンピックの場内アナウンスを行っていた。

## 主な作品
※ほとんどが英語のナレーションである。

### ゲームソフト
- シェンムー
- 鉄拳3
- アインハンダー
- アークザラッドII

### カーナビゲーション
- フォード、ジャガー、ランドローバーの純正ナビゲーションの音声案内

### ナレーション
- CHAGE and ASKA：「Yin&Yang」

### ラジオ番組
- HUMAN NETWORK TOKYO THE ESSENTIAL LOVE COLLECTION / J-WAVE

### 作詞
- Puffy Ami Yumiの"Ture Asia"（アジアの純真）の英語詞
- 南佳孝 / "SkyBlue"
- THE YELLOW MONKEY / "Sugar Fix", "Bulb"